# Calum Ward
Calum Brian Joseph Ward (Essex, 17 ottobre 2000) è un calciatore inglese, portiere del Motherwell.

## Biografia
Suo fratello minore Christie è a sua volta un calciatore professionista.

## Carriera
Dal 2013 al 2018 ha giocato nelle giovanili del Bournemouth; nel 2018 ha trascorso dei brevi periodi in prestito prima al Totton & Eling e poi al Bashley, entrambi club della Wessex Football League (nona divisione inglese). Dopo un ulteriore periodo al Bournemouth, nel 2019 ha giocato in prestito al Thatcham Town, giocandovi 7 partite in Southern Football League (settima divisione); nella stagione 2019-2020 (interrotta prematuramente per via della pandemia di Covid-19) è stato poi ceduto sempre con la medesima formula al Weymouth, con cui ha disputato 32 partite in National League South (sesta divisione) ed entrambe le partite dei vittoriosi play-off, a seguito dei quali la sua squadra conquista una promozione in quinta divisione. Nel 2021 si è trasferito (prima in prestito e poi dal mese di aprile a titolo definitivo) all'HIFK, club di Helsinki, con il quale ha giocato 14 partite nella prima divisione finlandese.
Nel 2022, nel 2023 e nel 2024 ha giocato ancora nella prima divisione finlandese ma all'AC Oulu, con cui ha disputato 27 partite in ciascuno di questi tree campionati; il 3 febbraio 2025 si trasferisce al Motherwell, club della prima divisione scozzese, dove trascorre la seconda metà della stagione 2024-2025 da riserva (non scende infatti mai in campo in partite ufficiali). Viene riconfermato in rosa anche per la stagione 2025-2026, a sua volta disputata in prima divisione.